# Escuela Romana del Pirineo

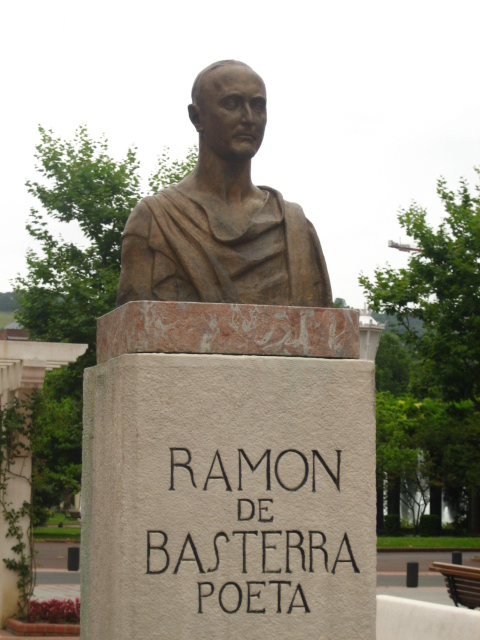
Monumento a Ramón de Basterra en Bilbao.

La Escuela Romana del Pirineo fue un grupo de intelectuales vascos surgido en Bilbao a principios de los años 1920 que solía reunirse en la tertulia del café Lyon d'Or, en la Gran Vía bilbaína.
Fundado por Ramón de Basterra, el grupo era elitista y culturalmente aristocrático, y lo integraron entre otros: Rafael Sánchez Mazas, Pedro Mourlane Michelena, Luis Antonio de Vega, Fernando de la Quadra Salcedo, José Félix de Lequerica, Jacinto Miquelarena, Pedro Eguillor, Joaquín Zuazagoitia Azcorra, Esteban Calle Iturrino y José María Salaverría.
A pesar del barroquismo de su denominación, no pasó de ser una reunión informal de intelectuales, que compartían una visión clasicista e italianizante, emparentada con la École romane de París y con los planteamientos clasicistas y noucentistas de Eugenio d'Ors. Su medio habitual de expresión fue el artículo; y la revista bilbaína Hermes, el foro preferido para sus manifestaciones.
Como herederos del pensamiento de Unamuno —su mentor— y la Generación del 98, regeneracionista y, con el tiempo, imperial; algunos de ellos, muy vinculados a Italia, fueron favorables años después a ideas socioeconómicas procedentes del naciente fascismo y algunos llegaron a ser integrantes de Falange española. Con independencia de sus trayectorias personales, casi todos ellos —descontando a Basterra, que murió en 1928, a Eguillor y a De la Quadra, víctimas de la represión republicana durante la guerra— colaboraron con el bando nacional durante la Guerra Civil Española y con la dictadura franquista.